# 瓦特格城堡

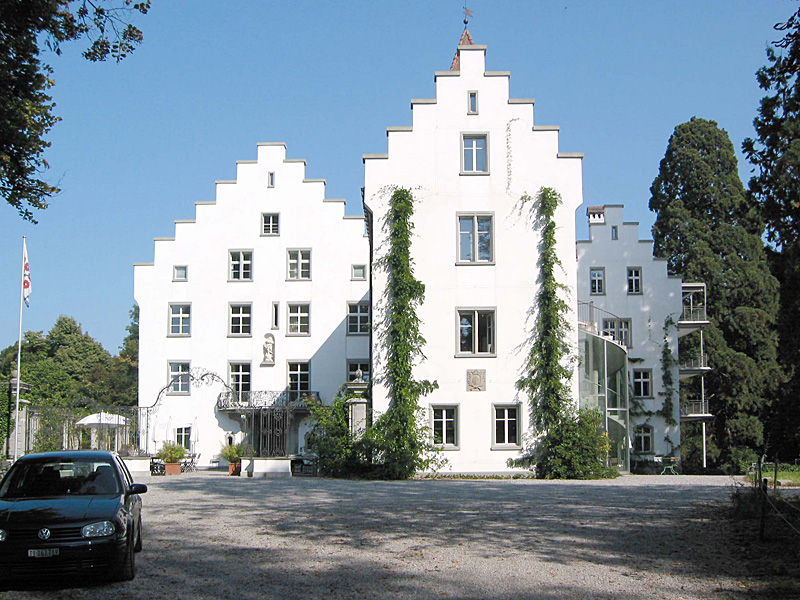
瓦特格城堡

47°28′42.79″N 9°31′48.14″E / 47.4785528°N 9.5300389°E
瓦特格城堡（德語：Schloss Wartegg）是瑞士圣加仑州罗尔沙赫贝格的一座城堡，坐落在博登湖东南岸。城堡建于16世纪，现为三星级酒店，并列入瑞士国家重要文化财产名录。

## 历史
瓦特格城堡建于1558年，属于布拉勒德瓦滕西（Blarer de Wartensee）家族。法国大革命期间，法国贵族马克-玛丽·德·庞贝尔（Marc-Marie de Bombelles）侯爵曾避居于此。1822年，城堡转归图恩（Thurn）家族所有。1860年，又转为法王路易十四的后代波旁-帕尔马家族的财产。一战结束后的1919年，家族成员、退位的奥匈帝国皇后齐塔也短暂在此居住。此后城堡又数次易主，直至1994年，Christoph et Angelika Mijnssen买下城堡，并将其改建为一家假日酒店。

## 图片

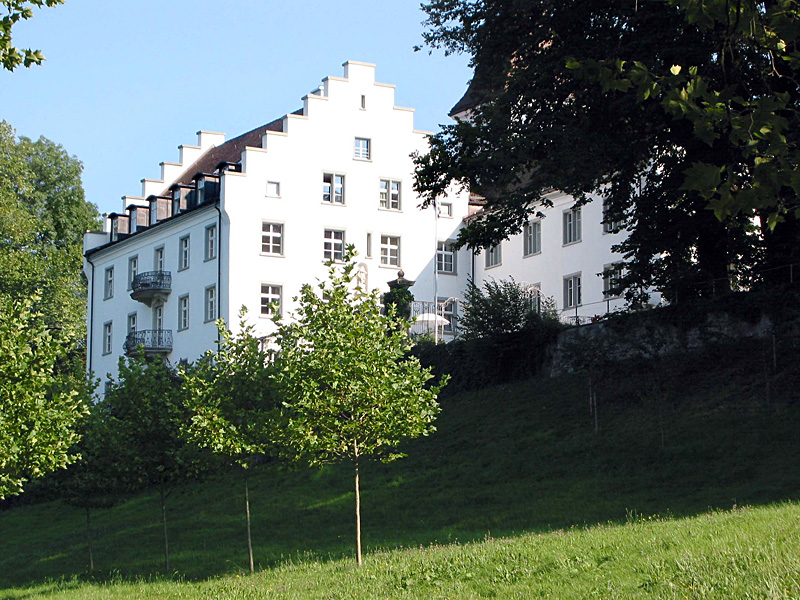
城堡西北面观
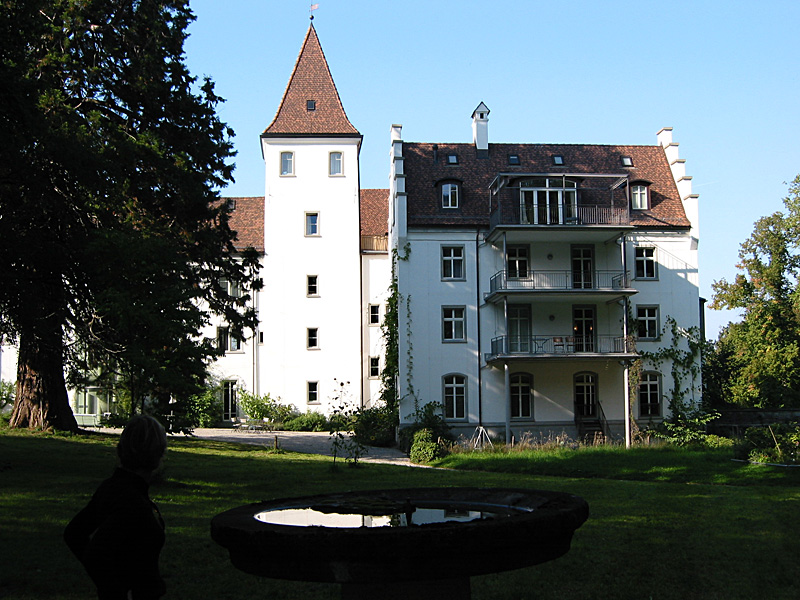
城堡南面观
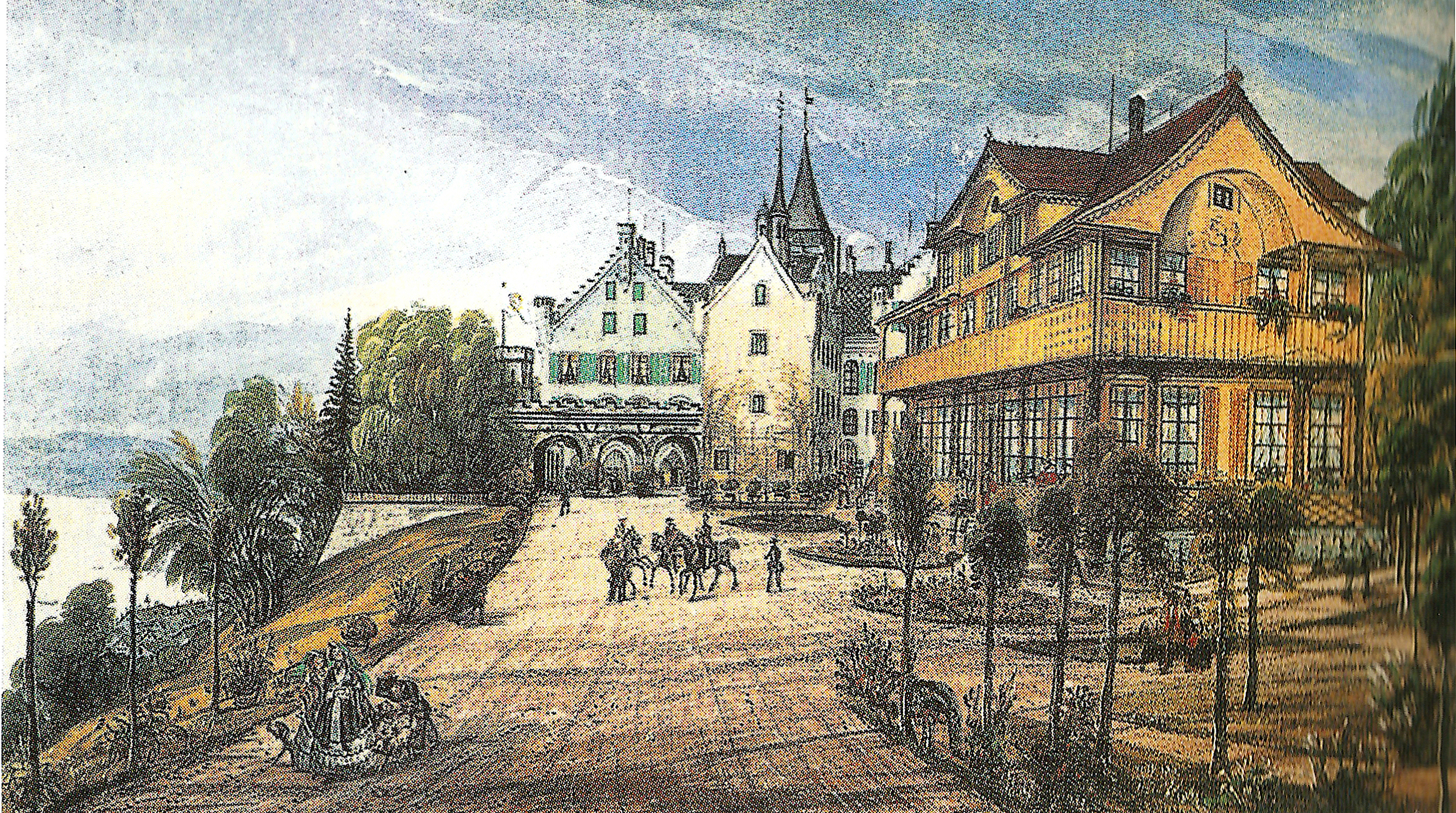
1854年图片
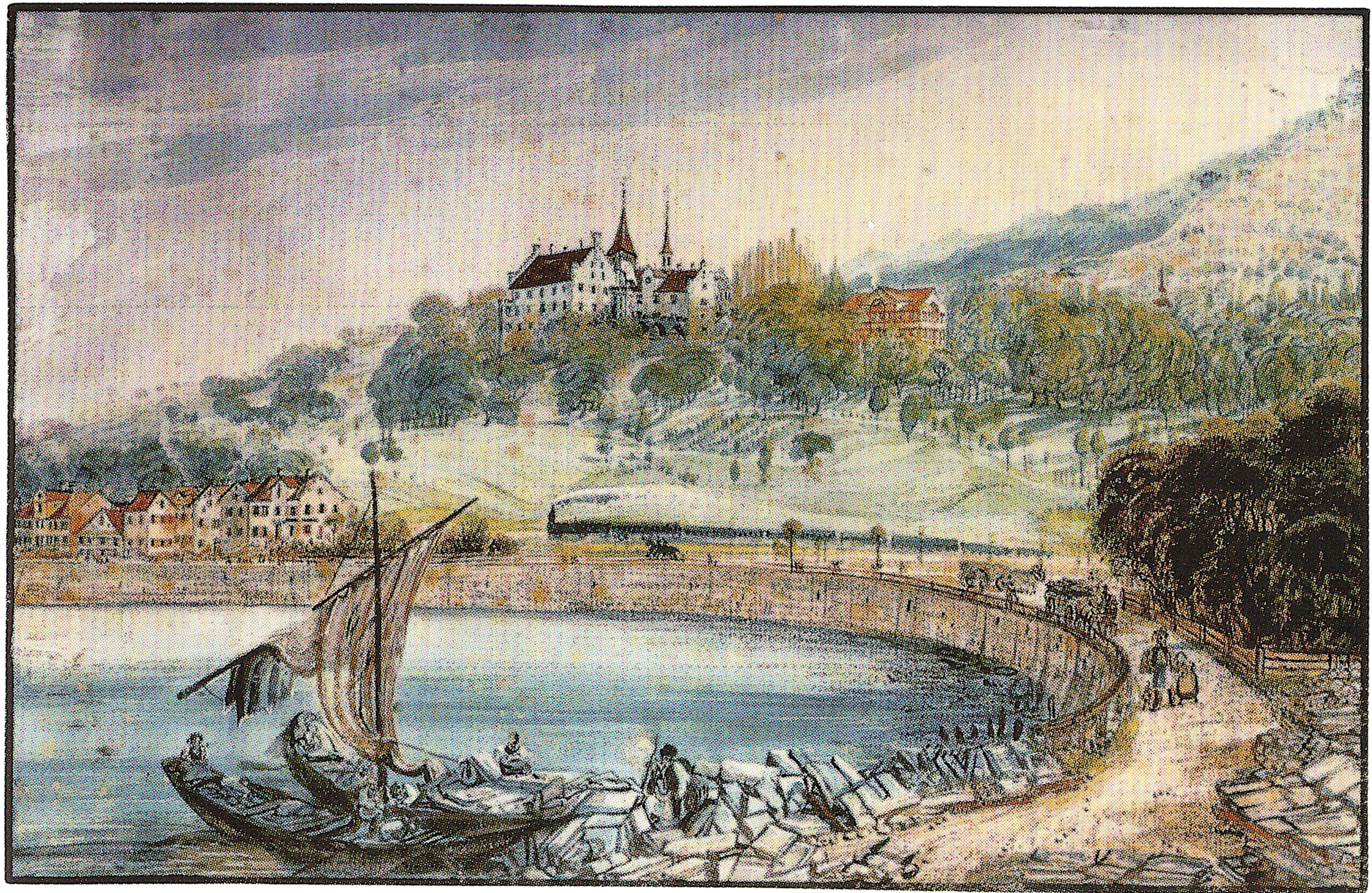
1870年图片